# Luca Rigoni
Luca Rigoni (ur. 7 grudnia 1984 w Schio) – włoski piłkarz grający na pozycji defensywnego pomocnika. Jego brat Nicola Rigoni również jest piłkarzem.

## Kariera
Luca Rigoni jest wychowankiem Vicenzy Calcio, w której barwach zadebiutował w 2002 roku za kadencji trenera Giuseppe Iachiniego. W przeciągu pierwszych dwóch sezonów, ten defensywny pomocnik zyskał uznanie w oczach zarówno kibiców, jak i selekcjonera kadry Włoch do lat 21. Jego dobre występy w klubie i reprezentacji spowodowały, że pozyskaniem Rigoniego zainteresował się Inter Mediolan. Jak się jednak okazało, to nie Mediolańczycy, a Reggina Calcio wygrała wyścig o młodego pomocnika Vicenzy. Rigoni trafił do Serie A wraz ze swym ówczesnym klubowym kolegą – Davide Biondinim. W nowym klubie rzadko kiedy dostawał szanse gry, dlatego też w przerwie zimowej sezonu 2005/2006 został wypożyczony do Piacenzy Calcio. Epizod w tej drużynie również nie był zbyt udany, więc Rigoni postanowił wrócić do macierzystego klubu, gdzie znów zaczął grywać regularnie. Latem 2008 roku Rigoni odszedł do Chievo Werona. Następnie grał w US Palermo oraz Genoi, a w 2018 przeszedł do Parmy.